# Premios Casandra 2012
La XXVIII edición de los Premios Casandra fue celebrada el 13 de marzo de 2012, en el Teatro Nacional Eduardo Brito y transmitida por Telemicro. Desde las 7:00 p. m. AST comenzó la alfombra roja y a partir de las 9:00 p. m. AST inició con la ceremonia oficial. Fue la primera vez en veintiocho años que el evento se transmitió en HD e internacionalmente por Telemicro Internacional. Las nominaciones fueron seleccionadas el 13, 14 y 15 de enero de 2012 en tres asambleas celebradas en el Colegio Dominicano de Periodistas y presentadas a través de un programa de televisión llamado Los Nominados. Eddy Herrera y Roberto Angel Salcedo recibieron el mayor número de nominaciones con cuatro cada uno. 
Un total de 92 nominaciones fueron presentadas divididas en 50 categorías. El bachatero Zacarías Ferreira fue el más ganador con tres premios. La comunicadora Socorro Castellano recibió un Casandra Especial y el cantante Vinicio Franco el Casadra al Mérito. Hubo un homenaje a la actriz de cine dominicana «Reina del Technicolor» María Montez por el centenario de su nacimiento. Los comediantes Cuquín Victoria y Felipe Polanco "Boruga" fueron los anfitriones de la ceremonia. Entre los artistas internacionales se encontraron Natalia Jiménez, William Levy y Gloria Trevi. El merenguero Wilfrido Vargas fue homenajeado por su trayectoria artística. Además de un homenaje póstumo realizado a Rafael Corporán de los Santos.
La alfombra roja fue conducida por los presentadores Yolanda Martínez, Jenny Blanco y Albert Mena; la ex Miss Universo puertorriqueña Denise Quiñones y el fashionista dominicano Alex Macías.
Fue la última edición con el nombre Premios Casandra antes de pasar a llamarse Premios Soberano.

## Presentaciones artísticas
- El Batallón
- Alex Matos
- Don Miguelo
- Wilfrido Vargas
- Jorge Gómez
- July Mateo "Rasputín"
- Sandy Reyes
- Vladimir Dotel
- Eddy Herrera
- Rubby Pérez
- Quilvio Fernández
- Juancho Viloria
- Cheddy García
- Elvis Martínez
- Sonny Ovalles
- Víctor Manuelle
- Fernando Villalona
- Sergio Vargas
- Joseíto Mateo
- Marcos Yaroide
- Sandy Gabriel
- Natalia Jiménez
- Cirque Eloize
- Zacarías Ferreira
- Kiko Rodríguez
- Joel Santos
- Wason Brazoban
- Gloria Trevi
- Miriam Cruz
- La Materialista
- Melymel
- Don Omar

## Nominados y ganadores
El premio se divide en 3 renglones: clásico, popular y comunicación. Este año el premio tuvo 50 categorías dentro de las cuales hubo 95 nominados. La siguiente table incluye todos los nominados donde los ganadores son resaltados en negrita.

### Renglón Clásico
| Bailarín/a                                     | Coreógrafo clásico y/o moderno                                                   | Cantante lírico                                                                        | Producción escénica                                                                     | Teatro musical                                                                                      |
| ---------------------------------------------- | -------------------------------------------------------------------------------- | -------------------------------------------------------------------------------------- | --------------------------------------------------------------------------------------- | --------------------------------------------------------------------------------------------------- |
| - Maikel Acosta - Pablo Pérez - Lisbell Piedra | - Isadora Bruno - Carlos Veitía - Elizabeth Crooke                               | - Paola González - Juan Cuevas - Glenmer Pérez                                         | - Los colores de la danza - Folklore a los cuatro vientos                               | - Blancanieves y los siete enanitos - Dreamgirls - Rent - Hansel y Gretel - Las aventuras de Willie |
| Artista destacado en el extranjero             | Actriz de teatro                                                                 | Actor de teatro                                                                        | Director teatral                                                                        | Obra teatral                                                                                        |
| - Zoe Saldaña - Michel Camilo - Enrique Pina   | - Lidia Ariza - Cecilia García - Viena González - Cristal Marie - Luvil González | - Claudio Rivera - Fausto Rojas - Waddys Jáquez - José Manuel Rodríguez - Stuart Ortiz | - Carlos Espinal - Haffe Serulle - Radhamés Polanco - Germana Quintana - María Castillo | - La Duda - Master Class - El Tsunami - Confesión de una máscara - Pros-Tíb                         |

### Renglón Comunicación
| Programa diario de entretimiento                                                                          | Programa semanal de entretimiento                                              | Programa infantil | Programa juvenil                                                                                           | Programa de humor |
| --- | ------------------------------------------------------------------------------ | --- | --- | --- |
| - Chévere Nights - El Poder de las 12 - El show del mediodía - De extremo a extremo - El escándalo del 13 | - Aquí se habla español - Divertido con Jochy - Más Roberto                    | - Kankimanía - Vivan los niños - El campamento de Robert Luis - La hora de ser feliz                                              | - Iamdra - Todos con Emely - Relevos VIP                                                                   | - A reír con Miguel y Raymond - Boca de Piano es un show - Titirimundaty - Tremenda Opción del Sábado (Productora Atiempo y Productora Dimensión Digital) - La Opción de las 12 - Happy Team |
| Programa de temporada                                                                                     | Programa de investigación                                                      | Programa regional de entretenimiento                                                                                              | Revista semanal de variedades                                                                              | Especial de televisión |
| - El camión de los sueños - Un tiempo después - Acceso total                                              | - Nuria - El Informe - Zona 5 - Mil Historias                                  | - El show de Nelson - Ustedes y nosotros - Francisco muy diferente                                                                | - Hola Gente - Noche de Luz - De calle con Dafne - Gianni Espectaular - Muy personal                       | - 30 de marzo: consolidación de la Independencia Nacional - La palabra vive. Homenaje al Maestro - Inside Japan - Cinco siglos de adviento - Dominicana en Mar de Plata                      |
| Locutor                                                                                                   | Animador                                                                       | Presentador | Comediante                                                                                                 | Comunicador en el extranjero |
| - Sergio Carlo - Susi Caraballo - Brea Frank - Kevin Cabral - Carlos Santana                              | - Jochy Santos - Michael Miguel - Johel López - Nelson Javier - Brenda Sánchez | - Milagros Germán - Miralba Ruiz - Roberto Ángel Salcedo - Luz García - Tania Baéz                                                | - Raymond Pozo - Miguel Céspedes - Fausto Mata - Luis "Moncho" Martínez - Felipe Polanco - Cuquín Victoria | - Mariela Encarnación - Nancy Álvarez - Frederick Martínez (El Pachá) - Ernesto Jerez - Charytín Goyco                                                                                       |
| Actriz de cine                                                                                            | Actor de cine                                                                  | Director de cine | Mejor película                                                                                             | Videoclip |
| - Julietta Rodríguez - Olga Buccarelli                                                                    | - Manolo Ozuna - Raymond Pozo - Víctor Checo                                   | - Jorge y Luis Morillo - Bernardita Ojeda - Archie López - Laura Guzmán e Israel Cárdenas - Leticia Tonos - Roberto Ángel Salcedo | - La Hija Natural - 3 al rescate - Lotoman - Jean Gentil - I Love Bachata                                  | - Haciéndome el loco - Da pa' lo' do' - Me va a quemar el celular - Pa' que me mires - Con fe                                                                                                |

### Renglón Popular
| Orquesta de merengue                                                                                             | Conjunto típico                                                                  | Merengue del año                                                                        | Compositor                                                                  | Arreglista                                                                          |
| --- | -------------------------------------------------------------------------------- | --------------------------------------------------------------------------------------- | --------------------------------------------------------------------------- | ----------------------------------------------------------------------------------- |
| - Miriam Cruz - Héctor Acosta - Eddy Herrera - Los Hermanos Rosario - Toño Rosario                               | - Banda Real - Krispy - Jovanny Polanco - Wilman Peña                            | - Vida loca - Que vuelva mi morena - Esa muchacha - Sin Dios no hay nada - Es necesario | - Romeo Santos - Daniel Santacruz - Vicente García                          | - Víctor Waill - Henry Jiménez - Ramón Orlando - Edwin García - Zacarías Ferreira   |
| Artista popular en el extranjero                                                                                 | Agrupación popular en el extranjero                                              | Cantante solista masculino                                                              | Cantante solista femenino                                                   | Arista revelación                                                                   |
| - Juan Luis Guerra - Prince Royce - Tercer Cielo                                                                 | - Héctor Acosta - Eddy Herrera - Los Hermanos Rosario - Sergio Vargas - Ilegales | - Wason Brazonban - Pavel Núñez                                                         | - Jackeline Estévez - Martha Heredia - Alexa - Cristal Marie                | - El Varón de la Bachata - Joel Santos - Vicente García - Yunel Cruz' - El Batallón |
| Concierto del año                                                                                                | Espectáculo del año                                                              | Mejor álbum                                                                             | Música religiosa contemporánea                                              | Artista y/o agrupación urbana                                                       |
| - Mano a mano - Sinatra. El tributo - Varios artistas - 20 Años Después - Jazzeando - Prince Royce: el concierto | - Miriam: Es necesario - Yo soy la buena - 20 Aniversario Eddy Herrera           | - Aquí estoy yo - Quédate conmigo - Jazzeando - Mi luz - Porqué no vienes               | - Johan Paulino - Alfareros - Tercer Cielo - Isabel Valdez - Marcos Yaroide | - Vakeró - Secreto El Biberón - Don Miguelo - La Materialista - El Poeta Callejero  |
| Bachata del año                                                                                                  | Salsero del año                                                                  | Grupo de rock                                                                           | Grupo de bachata                                                            | Merenguero de calle                                                                 |
| - Vencido - You - Tú y nadie más - Perdóname - Mi última carta                                                   | - Alex Matos - Sexappeal - Michell                                               | - Toque Profundo - Diego Mena - Poolpo - Futuros Divorciados                            | - Zacarías Ferreira - Joe Veras - Antony Santos - Frank Reyes               | - El Cata - Juliana                                                                 |

## Casandras especiales

### Casandra Internacional
- William Levy[1]
- Natalia Jiménez[2]
- Gloria Trevi[3]

### Casandra al Mérito
- Vinicio Franco

### Casandra Especial
- Socorro Castellanos

### Soberano
- Los Hermanos Rosario

### Casandra del Público
Es una nueva categoría de este 2012, donde el público eligió un ganador de cualquier reglón votando a través de la página oficial del premio.
- El Batallón